# Dinara Akulowa
Dinara Akulowa (kirgisisch/russisch Динара Акулова; * 10. September 1964, Dscheti-Ögüs, Kirgisische SSR, Sowjetunion) ist eine kirgisische Sängerin, die als die „Queen“ der kirgisischsprachigen Popmusik gilt. Nach der Scheidung ihrer Eltern lebte sie bei ihrer Großmutter. Dinara selbst besuchte zunächst eine Musikschule in Prschewalsk. Danach studierte sie am staatlichen Kunstinstitut in Frunse. Derzeit ist sie eine der bekanntesten Sängerinnen Kirgisistans und trägt den Ehrentitel „Verdiente Künstlerin der Kirgisischen Republik“. Dinara Akulowa hat drei Kinder und eine Enkelin (* 24. Oktober 2015), ihre Tochter Malika-Dina (kirgisisch Малика-Дина; * 19. Dezember 1995 in Moskau) wurde ebenfalls Sängerin.